# Archosargus rhomboidalis
Archosargus rhomboidalis — вид окунеподібних риб родини спарових.

## Поширення
Вид поширений на заході Атлантики. Трапляється в східній частині Мексиканської затоки, уздовж Карибського узбережжя Америки та навколо Антильських островів; на північ до Нью-Джерсі та на південь до Ріо-де-Жанейро. Мешкає неподалік берега на глибині до 40 м, хоча зазвичай зустрічається на мілководді приблизно до шести метрів.

## Опис
Виростає завдовжки до 33 см, та ваги до 0,55 кг. Має кілька горизонтальних блакитних смуг із домішкою золотого або жовтого, а також темну пляму на плечі. Самців і самиць можна відрізнити за кольором черевних плавців: у самців плавник частково або повністю темний, у той час як у самиць він помаранчевий.

## Спосіб життя
Мілководний вид, який найчастіше зустрічається на мулистому дні мангрових боліт і на рослинному піщаному дні, іноді в солонуватій воді. Він також іноді трапляється в районах коралових рифів поблизу мангрових заростей. Харчується придонними безхребетними (дрібні двостулкові молюски, ракоподібні), а також рослинним матеріалом.